# Тхорівка

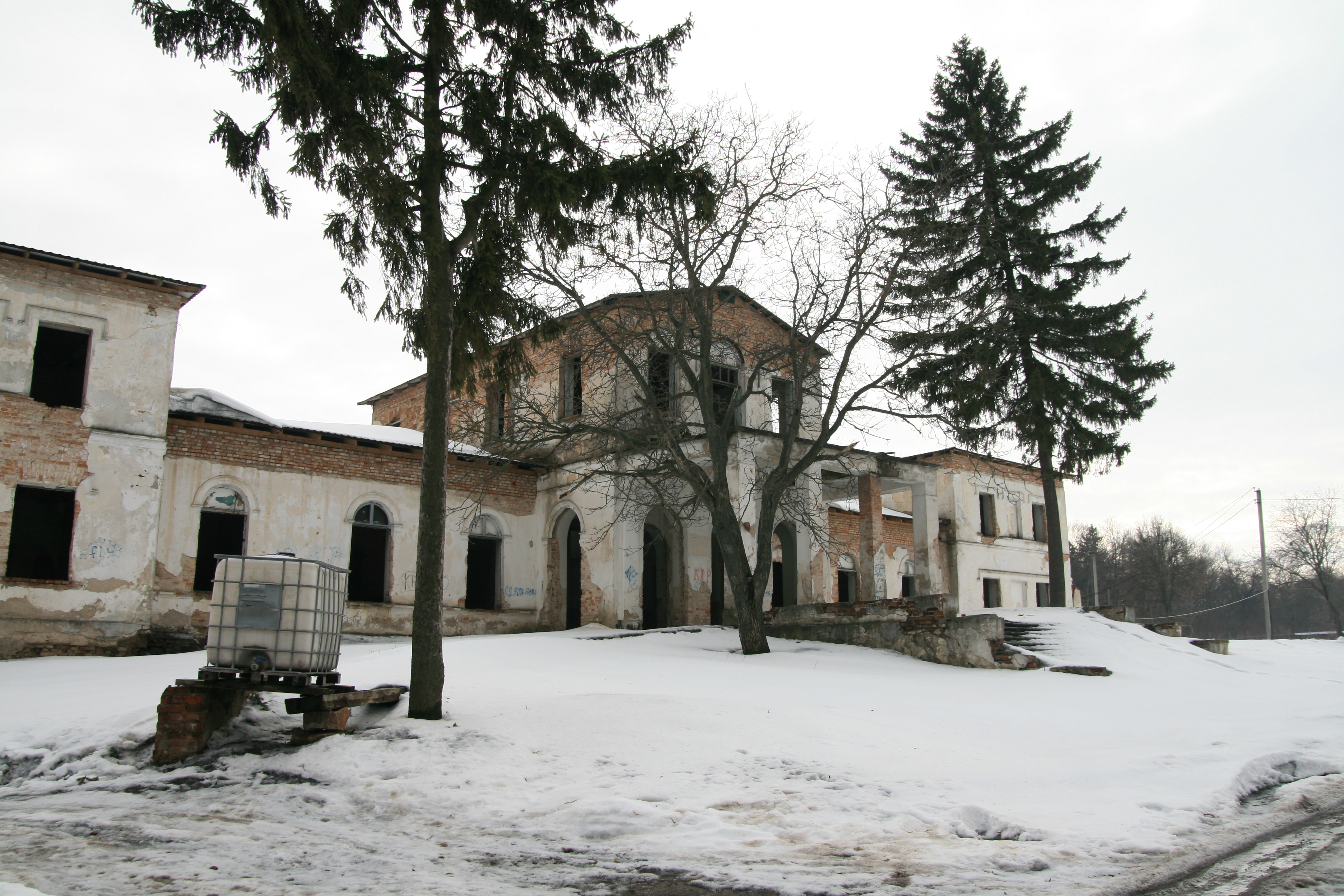
Садибний будинок родини Сташинських (мур.), село Тхорівка

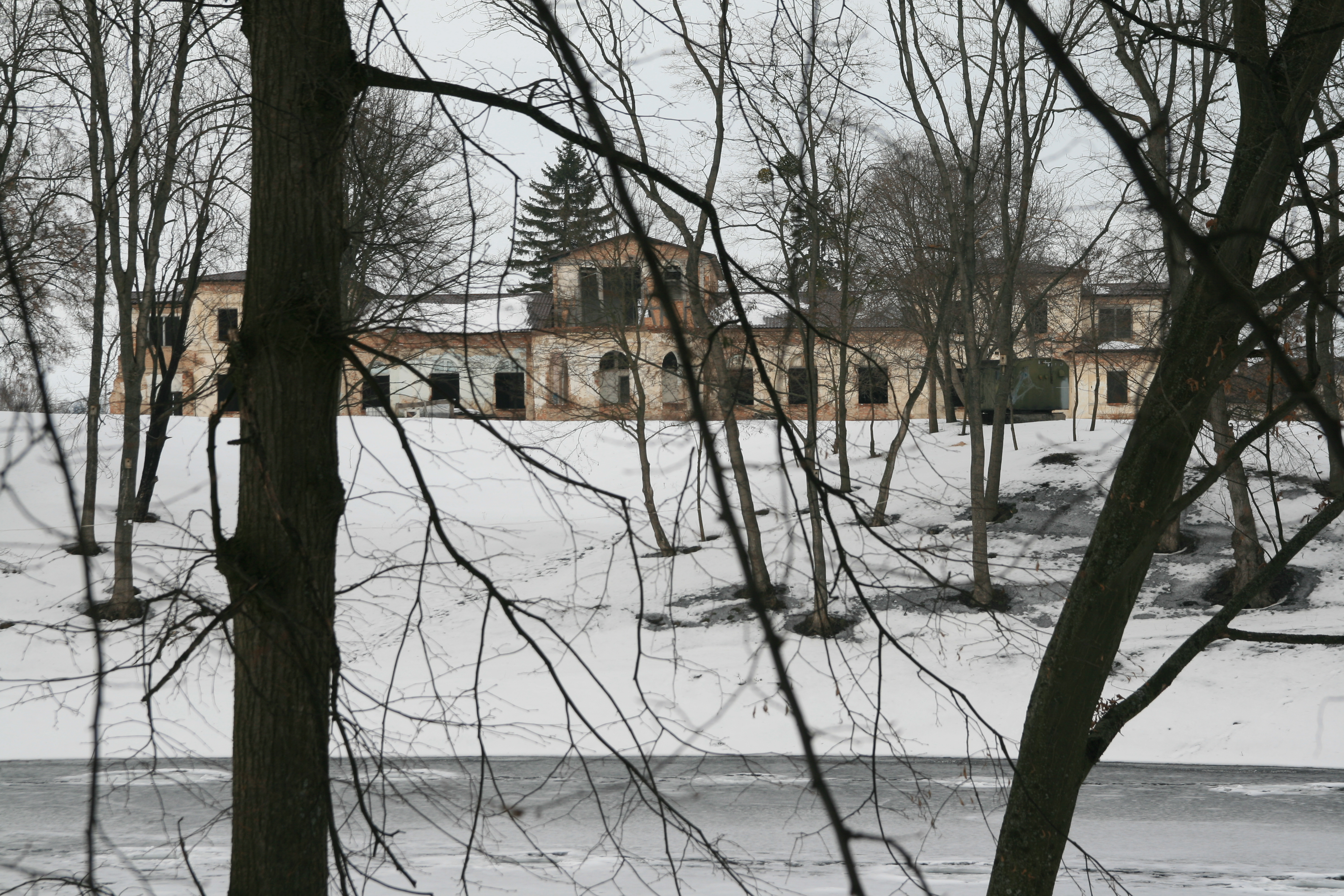
Парк-пам'ятка садово-паркового мистецтва родини Сташинських, село Тхорівка

Тхо́рівка —  село в Україні, у Сквирській міській громаді Білоцерківського району Київської області. Населення становить 856 осіб.

## Населення

### Мова
Розподіл населення за рідною мовою за даними перепису 2001 року:
| Мова            | Кількість | Відсоток |
| --------------- | --------- | -------- |
| українська      | 761       | 88.90%   |
| російська       | 14        | 1.64%    |
| білоруська      | 2         | 0.23%    |
| вірменська      | 1         | 0.12%    |
| інші/не вказали | 78        | 9.11%    |
| Усього          | 856       | 100%     |

## Географія
У селі бере початок річка Тхорівка, ліва притока Пустоварівки.
| Україна | Це незавершена стаття з географії України. Ви можете допомогти проєкту, виправивши або дописавши її. |

1. ↑  Рідні мови в об'єднаних територіальних громадах України — Український центр суспільних даних